# Burn It Down (bài hát của Linkin Park)
"Burn It Down" là một bài hát của ban nhạc rock người Mỹ Linkin Park. Bài hát đã được phát sóng trên các đài phát thanh, cũng như phát hành bản tải xuống kỹ thuật số, vào ngày 16 tháng 4 năm 2012, dưới dạng là đĩa đơn chính và ca khúc thứ 3 trong album phòng thu thứ 5 của họ, Living Things. Bài hát được sáng tác bởi ban nhạc và được sản xuất bởi ca sĩ Mike Shinoda và Rick Rubin, người đã từng đồng sản xuất các album phòng thu của ban nhạc là Minutes to Midnight (2007) và A Thousand Suns (2010). Một MV cho ca khúc này đã ra đời và được đạo diễn bởi tay đẩy đĩa của Linkin Park là Joe Hahn. Tính đến ngày 4 tháng 8 năm 2017, "Burn It Down" đã bán được hơn 2 triệu bản tại Hoa Kỳ, trở thành đĩa đơn thứ 8 của họ được chứng nhận 2 lần bạch kim bởi RIAA.

## Hoàn cảnh
Tựa gốc bài hát là "Buried at Sea" và được thu âm vào tháng 2 năm 2012, theo nhiều cảnh của LPTV (cảnh hậu trường) được phát hành vào tháng 4 và tháng 5 năm 2012. Ca sĩ chính Chester Bennington đã nói về bài hát trong một cuộc phỏng vấn với MTV, rằng điều làm cho bài hát trở nên thú vị là "nguồn năng lượng thực sự dồi dào và những giai điệu electro thực sự mạnh mẽ cùng những phần hook đã tạo nên sự khác biệt cho bài hát này, đó là lý do tại sao chúng tôi chọn nó làm đĩa đơn đầu tiên của mình."  Mike Shinoda, rapper và nhà sản xuất của ban nhạc, cho rằng ý nghĩa của bài hát có thể rộng mở với nhiều cách hiểu, ví dụ như "những việc con người ta hay làm trong văn hóa đại chúng, ở đó ta có thể tôn sùng ai đó trở thành nhân vật vĩ đại kế tiếp rồi sau đó ta lại chỉ muốn hủy hoại họ, và chúng ta đã từng trải qua điều đó, vì vậy tôi nghĩ rằng có rất nhiều năng lượng cá nhân được dùng để kết nối câu chuyện đó."  Trong một cuộc phỏng vấn với The Huffington Post, Shinoda nói rõ rằng lời giải thích của anh về "Burn It Down" là dựa trên kinh nghiệm cá nhân của ban nhạc.

## Phát hành và quảng bá
Vào ngày 28 tháng 3 năm 2012, Shinoda xác nhận rằng đĩa đơn đầu tiên cho Living Things sẽ là "Burn It Down". Vào ngày 5 tháng 4 năm 2012, ban nhạc đã phát hành một loạt các câu đố tại trang web chính thức của ban nhạc để mở khóa các đoạn trích nhỏ thuộc bài hát. Câu đố cuối cùng được hoàn thành vào ngày 11 tháng 4 năm 2012, tiết lộ ảnh bìa. Một trò chơi khác đã được phát hành, trong đó các đoạn trích của bài hát đã được công bố. Bản nghe trước 30 giây của bài hát đã được phát hành bởi đài phát thanh SONiC 102.9. Bài hát đã được công bố trên nhiều đài phát thanh nhạc rock hiện đại. Ban nhạc đã hợp tác với đội Lotus F1 để tạo ra một ứng dụng iPad đua xe âm nhạc mang tên Linkin Park GP, trong đó người chơi lái một chiếc Lotus E20 và tương tác với môi trường để tạo ra một bản phối lại của "Burn It Down". Linkin Park GP được phát hành vào ngày 24 tháng 5 năm 2012. Vào ngày 4 tháng 9 năm 2012, "Burn It Down", cùng với "Breaking the Habit", "Shadow of the Day" và "New Divide", được phát hành trong "Linkin Park Pack 02", một gói nội dung có thể tải xuống cho trò chơi điện tử nhịp điệu âm nhạc, Rock Band 3.

## Giới phê bình đón nhận
"Burn It Down" nhìn chung nhận được đánh giá tích cực từ nhiều nhà phê bình chuyên nghiệp. Những lời khen ngợi dành cho giọng hát của Bennington, trong khi những lời chỉ trích lại nhắm vào ca từ của bài hát. Nick Catucci từ Rolling Stone đã miêu tả những khổ hát của Bennington là "đẹp nhất từ trước đến nay" của ông, và kết luận rằng bài hát "cho phép người nghe chỉ cần nhún nhảy suốt đêm". Anh tin rằng bài hát là một trong những đĩa đơn hay nhất của ban nhạc. Rick Florino từ Artistdirect ca ngợi "Burn It Down" là "một trong những bài hát bùng cháy nhất năm 2012," đánh giá bài hát với 5 sao hoàn hảo. Anne Erickson từ Loudwire ca ngợi giọng hát của Bennington và Shinoda, nhận xét rằng bài hát "được đóng gói bằng những nhịp điệu, đoạn riff và rap nhẹ nhàng, đặt trong một bầu không khí nhạc electronic rộng lớn."  AOL Radio đã liệt kê "Burn It Down" là bài hát rock hay nhất và bài hát alternative hay thứ 2 của năm 2012, định nghĩa "Burn It Down" là "ví dụ hoàn hảo về cách Linkin Park đã có thể duy trì sự hợp thời và trở thành một trong những ban nhạc rock nổi tiếng nhất ngày nay." 
Andrew Unterberger từ Popdust cảm thấy trái chiều với bài hát, khen ngợi giọng hát của Bennington, trong khi chỉ trích đoạn rap của Shinoda và lời bài hát. Tim Grierson từ About.com cho rằng bài hát "mê hoặc đôi tai... nhưng các câu từ gần như không có vẻ quyến rũ."  Genevieve Koski và Steven Hyden từ The AV Club đều có thái độ tiêu cực đối với "Burn It Down", trong đó Koski nói rằng bài hát "khuếch đại sự tầm thường của nó với việc tự quan trọng bản thân" và "dường như đang cạnh tranh cho một giải thưởng lời bài hát mơ hồ nhất."  Jeff Sorensen, viết cho tờ The Huffington Post, cho rằng nội dung câu từ của bài hát "giống như họ đang lật từ điển và đưa những đoạn guitar riff buồn tẻ vào đó".

## Video âm nhạc
Video âm nhạc được đạo diễn bởi Joe Hahn, tay đẩy đĩa của ban nhạc. Quá trình quay video bắt đầu vào ngày 28 tháng 3 năm 2012.  Warner Bros. Records đã thông báo rằng một video có lời cũng sẽ ra mắt vào ngày 15 tháng 4. Nó đã được phát hành trên YouTube. Bennington đã mô tả bối cảnh của video âm nhạc là một "pod điện tử, có đầy đủ dây và cáp", cũng như nói rằng video có nhiều hiệu ứng hình ảnh. Bennington cũng đề cập sự giống nhau của video với các buổi biểu diễn trực tiếp của họ, nói rằng "chúng tôi thực sự đang cố gắng truyền tải lại những yếu tố khi trình diễn trực tiếp nhiều nhất có thể."  Bennington cho rằng Hahn đã thúc đẩy nhóm thực hiện video - "Và, vì bất cứ lý do gì, tôi thường bị tệ nhất. Tôi gần như chết đuối, tôi đã bị ném tất cả thứ bột này vào mặt... Tôi đã đổ mồ hôi như điên. Nó rất dữ dội."  "Burn It Down" đã được sử dụng trong đoạn giới thiệu quảng cáo cho NBA Playoffs 2012 trên TNT, bao gồm các bản xem trước của video âm nhạc. Video âm nhạc ra mắt vào ngày 24 tháng 5 năm 2012 trên MTV. Video âm nhạc đã được đề cử cho Giải Video âm nhạc MTV 2012 ở hai hạng mục Video nhạc rock xuất sắc nhất và Hiệu ứng hình ảnh xuất sắc nhất. Video đạt vị trí thứ 5 trong top 50 video hàng đầu của VH1 Ấn Độ năm 2012. Video của "Burn It Down" cũng được Fuse xếp hạng 11 trong số 40 Video âm nhạc hàng đầu của năm 2012.
Tính đến tháng 2 năm 2021, bài hát đã có 300 triệu lượt xem trên YouTube.

### Đón nhận
Video âm nhạc của "Burn It Down" đã nhận được sự tán thưởng của giới phê bình. Perri Tomkiewicz từ Billboard ca ngợi video âm nhạc của "Burn It Down" là "đơn giản nhưng nổi bật... [nó] thể hiện những nhạc tố electronic mới của nhóm mà không từ bỏ cội nguồn nhạc rock nổi loạn và lâu đời của họ."  Mark Graham từ VH1 đã so sánh video này với video âm nhạc trước đó của ban nhạc cho bài "Waiting for the End", cũng như "sự kết hợp không thể phủ nhận giữa hữu cơ và máy móc hiện diện trong bối cảnh mà ban nhạc biểu diễn" như của bộ phim Alien. James Montgomery từ MTV nhận thấy rằng ban nhạc đã "bị thúc đẩy đến giới hạn tuyệt đối... đến mức, khi ban nhạc bùng cháy vào lúc kết thúc, bạn không thể không tự hỏi liệu họ có phải đã tự phát cháy hay không."  Marc Hogan từ Spin cho rằng video "là một buổi trình diễn trực tiếp đầy cảm xúc kèm theo hiệu ứng hình ảnh rực lửa."  Chad Childers từ Loudwire mô tả video là "một phần trình diễn không theo tiêu chuẩn, với các thành viên ban nhạc trong một căn phòng ngột ngạt dường như tràn ngập ánh sáng và năng lượng."  David Greenwald từ MTV cũng lặp lại những nhận xét tương tự, gọi đây là "sản phẩm công nghiệp, đen tối hơn, với các hiệu ứng đặc biệt đậm chất khoa học viễn tưởng và dùng bảng màu toàn màu đen giống như của phim Matrix." 

## Doanh số thương mại
"Burn It Down" ra mắt ở vị trí thứ 30 trên US Billboard Hot 100, đạt được 115.000 lượt tải xuống trong tuần đầu tiên. Bài hát rơi xuống vị trí thứ 62 vào tuần sau trên US Billboard Hot 100. Nó ở trên bảng xếp hạng trong 23 tuần. Bài hát đã ra mắt ở vị trí thứ 11 trên bảng xếp hạng US Billboard Hot Digital Songs trong tuần đầu tiên, và ra mắt ở vị trí thứ 2 trên bảng xếp hạng Rock Songs. Bài hát đạt vị trí số 1 trên bảng xếp hạng "Alternative Songs" của Mỹ cũng như trên bảng xếp hạng các bài hát rock của Mỹ và bảng xếp hạng các bài hát rock chính thống của Mỹ, để trở thành bài hát thứ 2 của họ sau "New Divide" làm được như vậy. Bài hát đã đạt mốc bán hàng triệu bản tại Mỹ vào tháng 12 năm 2012, và tính đến tháng 6 năm 2014, nó đã bán được 1.297.000 bản tại Mỹ.
Tại Ba Lan, "Burn It Down" cũng đạt vị trí số 1 và ở Đức, nó đạt vị trí thứ 2, trở thành bài hát thành công nhất của họ tại các quốc gia này. Đây cũng là đĩa đơn đầu tiên của họ lọt vào bảng xếp hạng tại Pháp kể từ khi "Shadow of the Day" đạt vị trí thứ 20.

## Danh sách ca khúc
Tất cả các ca khúc được viết bởi Linkin Park.
| đĩa đơn iTunes | đĩa đơn iTunes | đĩa đơn iTunes |
| STT            | Nhan đề        | Thời lượng     |
| -------------- | -------------- | -------------- |
| 1.             | "Burn It Down" | 3:51           |

| Đĩa đơn Châu Âu • Burn It Down EP • EP iTunes Đức | Đĩa đơn Châu Âu • Burn It Down EP • EP iTunes Đức | Đĩa đơn Châu Âu • Burn It Down EP • EP iTunes Đức |
| STT                                               | Nhan đề                                           | Thời lượng                                        |
| ------------------------------------------------- | ------------------------------------------------- | ------------------------------------------------- |
| 1.                                                | "Burn It Down"                                    | 3:51                                              |
| 2.                                                | "New Divide" (Live)                               | 4:29                                              |
| 3.                                                | "In the End" (Live)                               | 3:39                                              |
| 4.                                                | "What I've Done" (Live)                           | 4:04                                              |

| Đĩa đơn Nhật Bản | Đĩa đơn Nhật Bản    | Đĩa đơn Nhật Bản |
| STT              | Nhan đề             | Thời lượng       |
| ---------------- | ------------------- | ---------------- |
| 1.               | "Burn It Down"      | 3:51             |
| 2.               | "New Divide" (Live) | 4:29             |
| 3.               | "In the End" (Live) | 3:39             |

| CD Quảng bá Burn It Down Remixes DJ | CD Quảng bá Burn It Down Remixes DJ               | CD Quảng bá Burn It Down Remixes DJ |
| STT                                 | Nhan đề                                           | Thời lượng                          |
| ----------------------------------- | ------------------------------------------------- | ----------------------------------- |
| 1.                                  | "Burn It Down" (Main)                             | 3:50                                |
| 2.                                  | "Burn It Down" (Instrumental)                     | 3:50                                |
| 3.                                  | "Burn It Down" (Acapella)                         | 3:56                                |
| 4.                                  | "Burn It Down" (Paul van Dyk Remix)               | 8:00                                |
| 5.                                  | "Burn It Down" (Paul van Dyk Radio Edit (No Rap)) | 4:01                                |
| 6.                                  | "Burn It Down" (Paul van Dyk Remix (No Rap))      | 7:30                                |
| 7.                                  | "Burn It Down" (RAC Remix)                        | 3:38                                |
| 8.                                  | "Burn It Down" (Hann With Gun Remix)              | 4:09                                |
| 9.                                  | "Burn It Down" (Double Dust Remix)                | 4:58                                |
| 10.                                 | "Burn It Down" (Heavy Burn Remix)                 | 6:25                                |
| 11.                                 | "Burn It Down" (Arya Shani Remix)                 | 6:00                                |
| 12.                                 | "Burn It Down" (John Reaper Remix)                | 3:12                                |

## Xếp hạng và chứng nhận
| Bảng xếp hạng (2012–13)                           | Vị trí cao nhất |
| ------------------------------------------------- | --------------- |
| Úc (ARIA)                                         | 41              |
| Áo (Ö3 Austria Top 40)                            | 10              |
| Bỉ (Ultratop 50 Flanders)                         | 6               |
| Bỉ (Ultratop 50 Wallonia)                         | 20              |
| Brazil (ABPD)                                     | 37              |
| Brazil (Billboard Brasil Hot 100)                 | 71              |
| Brazil Hot Pop Songs                              | 27              |
| Canada (Canadian Hot 100)                         | 33              |
| Canada Rock (Billboard)                           | 8               |
| Canada: Active Rock (America's Music Charts)      | 13              |
| Canada: Alternative Rock (America's Music Charts) | 2               |
| Cộng hòa Séc (Rádio Top 100)                      | 29              |
| Đan Mạch (Tracklisten)                            | 37              |
| Pháp (SNEP)                                       | 47              |
| Đức (GfK)                                         | 2               |
| Ireland (IRMA)                                    | 43              |
| Ý (FIMI)                                          | 11              |
| Nhật Bản (Japan Hot 100)                          | 7               |
| Lebanon (The Official Lebanese Top 20)            | 1               |
| Luxembourg Digital Songs (Billboard)              | 1               |
| Mexico (Billboard Mexican Airplay)                | 50              |
| Hà Lan (Single Top 100)                           | 59              |
| New Zealand (Recorded Music NZ)                   | 13              |
| Ba Lan (Polish Airplay Top 100)                   | 1               |
| Portugal (Billboard)                              | 8               |
| Russia (2M)                                       | 10              |
| Scotland (OCC)                                    | 28              |
| Slovakia (Rádio Top 100)                          | 29              |
| Tây Ban Nha (PROMUSICAE)                          | 43              |
| Thụy Sĩ (Schweizer Hitparade)                     | 12              |
| Anh Quốc (OCC)                                    | 27              |
| UK Rock (Official Charts Company)                 | 1               |
| Hoa Kỳ Billboard Hot 100                          | 30              |
| Hoa Kỳ Adult Pop Airplay (Billboard)              | 17              |
| Hoa Kỳ Alternative Songs (Billboard)              | 1               |
| Hoa Kỳ Hot Rock Songs (Billboard)                 | 1               |
| Hoa Kỳ Mainstream Rock (Billboard)                | 1               |
| Hoa Kỳ Pop Airplay (Billboard)                    | 24              |

| Bảng xếp hạng (2017)                   | Vị trí cao nhất |
| -------------------------------------- | --------------- |
| Cộng hòa Séc (Singles Digitál Top 100) | 61              |
| Bồ Đào Nha (AFP)                       | 91              |

| Bảng xếp hạng (2012)             | Vị trí |
| -------------------------------- | ------ |
| Áo (Ö3 Austria Top 40)           | 49     |
| Pháp (SNEP)                      | 148    |
| Đức (Official German Charts)     | 20     |
| Russia Airplay (Tophit)          | 28     |
| Thụy Sĩ (Schweizer Hitparade)    | 59     |
| Ukraine Airplay (Tophit)         | 186    |
| US Billboard Hot 100             | 100    |
| US Alternative Songs (Billboard) | 10     |
| US Hot Rock Songs (Billboard)    | 3      |

| Bảng xếp hạng (2019) | Vị trí |
| -------------------- | ------ |
| Bồ Đào Nha (AFP)     | 1678   |

| Quốc gia | Chứng nhận  | Số đơn vị/doanh số chứng nhận |
| --- | ----------- | ----------------------------- |
| Áo (IFPI Áo) | Gold        | 15.000*                       |
| Đức (BVMI) | Platinum    | 500.000^                      |
| Ý (FIMI) | Platinum    | 30.000*                       |
| Thụy Sĩ (IFPI) | Platinum    | 30.000^                       |
| Anh Quốc (BPI) | Silver      | 200.000‡                      |
| Hoa Kỳ (RIAA) | 2× Platinum | 2.000.000‡                    |
| Streaming |             |                               |
| Đan Mạch (IFPI Đan Mạch) | Gold        | 900.000                       |
| * Chứng nhận dựa theo doanh số tiêu thụ. · ^ Chứng nhận dựa theo doanh số nhập hàng. · ‡ Chứng nhận dựa theo doanh số tiêu thụ và phát trực tuyến. · Chứng nhận dựa theo doanh số phát trực tuyến. |             |                               |